# Amoron'i Mania
Amoron'i Mania er en region i det centrale Madagaskar med grænse til Vakinankaratraregionen mod nord, Atsinananaregionen mod nordøst, Vatovavy-Fitovinany mod sydøst, Haute Matsiatra mod syd, Atsimo-Andrefana mod sydvest og Menabe mod vest. Den er inddelt i fire distrikter: Ambatofinandrahana, Ambositra, Fandriana og Manandriana. Regionshovedstaden er byen Ambositra, og befolkningen blev anslået til 693.200 mennesker i 2004. Regionen har et areal på 16.141 km².

## Eksterne kilder og henvisninger
1. 1 2 3  Profile des marchés pour les évaluations d’urgence de la sécurité alimentaire p. 27, Eliane Ralison og Frans Goossens 2006 hentet 5. maj 2009

20°31′S 47°12′Ø / 20.517°S 47.200°Ø